# Levina
Levina är ett artistnamn för Isabella Lueen, född 1991 i Bonn i Tyskland, är en tysk sångerska som representerade sitt land Eurovision Song Contest 2017 i Kiev i Ukraina.